# UP Langreo
Die Unión Popular de Langreo ist ein spanischer Fußballverein aus der asturianischen Stadt Langreo. Der 1961 gegründete Klub spielt in der Saison 2022/23 in der Segunda Federación, Gruppe 1. 

## Geschichte
Die UP Langreo entstand im Jahr 1961 durch die Fusion der beiden Vereine Racing Club de Sama und Círculo Popular de La Felguera. Nach der ersten Spielzeit gelang es dem neugegründeten Verein, sich erstmals für die Segunda División, Spaniens 2. Liga, zu qualifizieren. Schon 1967/68 musste der Verein in die Tercera División, die zu diesem Zeitpunkt noch drittklassig war, absteigen. Nach zwei Jahren gelang 1970 die Rückkehr in die Liga 2, in der er sich nur weitere zwei Jahre hielt. 
Der UP Langreo gelang es nie, im spanischen Profifußball Fuß zu fassen, seit dem Abstieg 1972 spielte der Verein ausschließlich in der Segunda División B und der Tercera División. Zuletzt spielte er 2014/15 in der Segunda División B, aus der er nach nur einem Jahr wieder abstieg.
Nach der Auflösung der Segunda División B im Sommer 2021 stieg Langreo in die neu gegründete Segunda Federación ab. 

## Stadion
UP Langreo spielt im Estadio Ganzábal, welches eine Kapazität von 4.000 Zuschauern hat. Das Stadion wurde im Jahr 2006 nach einem Neubau eingeweiht und befindet sich im Besitz der Stadt.

## Clubdaten
- Spielzeiten Liga 1: 0
- Spielzeiten Liga 2: 8
- Spielzeiten Liga 2B: 16
- Spielzeiten Liga 3: 32
- Spielzeiten Liga 4: 1
- Bester Ligaplatz: 11. in Segunda División (1963/64)
- Schlechtester Ligaplatz: 11. in Tercera División (1975/76)

Stand: inklusive Saison 2021/22

## Erfolge
- Aufstieg in die Segunda División: 1961/62, 1969/70
- Meister der Tercera División (5): 1961/62, 1969/70, 1981/82, 1985/86, 2001/02)

## Bekannte ehemalige Spieler
- David Villa